# Armada 2003
L'Armada Rouen 2003 est la quatrième édition de l'Armada de Rouen. Elle s'est déroulée du 28 juin au 6 juillet 2003 à Rouen. La manifestation a accueilli neuf millions de visiteurs (sept millions sur les quais de Rouen, deux millions lors de la descente de la Seine). L'émission télévisée Thalassa a couvert l'évènement avec des reportages quotidiens.

## Liste des voiliers

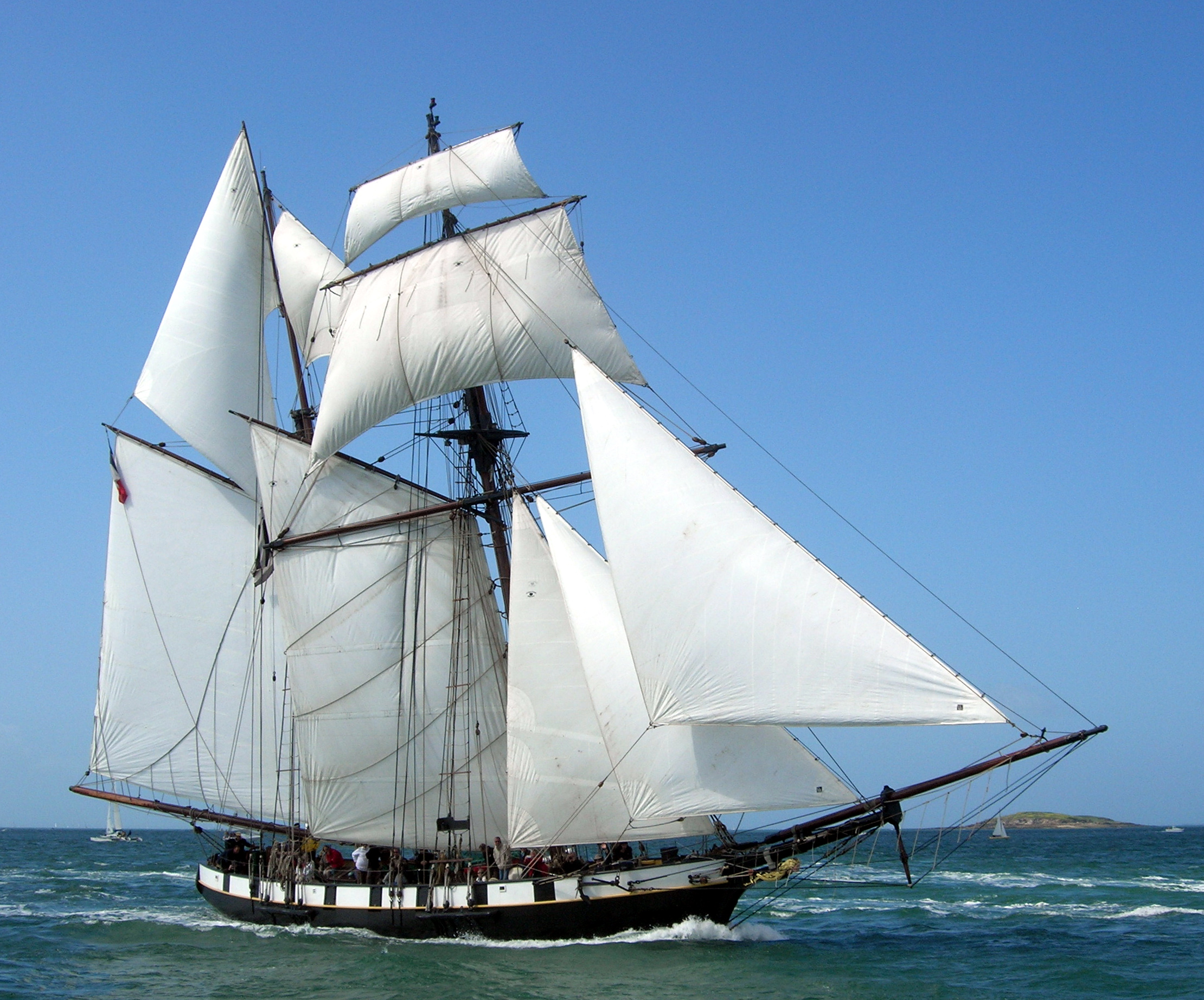
La Recouvrance

| - Belem, trois-mâts barque, France - Belle Poule, goélette, France - Christian Radich, trois-mâts carré, Norvège - Cisne Branco, trois-mâts carré, Brésil - Cuauhtémoc, trois-mâts barque, Mexique - Dar Młodzieży, trois-mâts carré, Pologne - Dewaruci, trois-mâts goélette, Indonésie - Earl of Pembroke, trois-mâts barque, Royaume-Uni - Étoile, goélette, France - Gallant, deux-mâts goélette, Pays-Bas - Grand Turk, frégate, Royaume-Uni - Iskra II, brick trois-mâts, Pologne - JR Tolkien, goélette à hunier, Pays-Bas - Kaskelot, trois-mâts barque, Royaume-Uni - Kaliakra, trois-mâts goélette, Bulgarie - Libertad, trois-mâts carré, Argentine - Loth Lorien, trois-mâts goélette, Pays-Bas | - Mare Frisium, goélette à trois mâts, Pays-Bas - Marité, goélette, France - Mir, trois-mâts carré, Russie - Oosterschelde, trois-mâts goélette, Pays-Bas - Orsa Maggiore, Ketch bermudien, Italie - Palinuro, trois-mâts, Italie•? - Phoenix, brick-goélette, Royaume-Uni - Pogoria, trois-mâts barque, Pologne - La Recouvrance, aviso-goélette, France - Le Renard, cotre, France - Sagres II, trois-mâts barque, Portugal - Statsraad Lehmkuhl, trois-mâts barque, Norvège - Stad Amsterdam, Pays-Bas - Sorlandet, trois-mâts carré, Norvège - Tenacious, trois-mâts barque, Royaume-Uni - Thalassa, trois-mâts barque, Pays-Bas - Zénobe Gramme, ketch marconi, Belgique |

## Liste desnaviresde guerre
- Aisling, patrouilleur extra-côtier  Irlande
- Acharné (A693), remorqueur côtier,  France
- Bremen, frégate  Allemagne
- Élan (A768), remorqueur côtier,  France
- Glaive, patrouilleur,  France
- La Fayette, frégate,  France
- Lütjens, destroyer,  Allemagne
- Primauguet, frégate,  France

## Concerts
- Les Rita Mitsouko
- Jean-Louis Aubert
- Tryo
- Salif Keita
- Johnny Clegg
- Superbus